# A máltai lovagrend zászlaja
A máltai lovagrend zászlaja vörös alapon fehér latin kereszt. Eredete a keresztes háborúkhoz köthető. Először a 13. században fogadták el a lovagrend zászlajaként. A zászló egyes változatain használják a máltai keresztet.

## Története
A zászló első formája 1130-ban jelent meg III. Ince pápa utasítására. A máltai kereszt szintén a 12. században keletkezett Raymond du Puy alatt. (A kereszt első változata a 16. századra alakult át a mai verzióra.) 

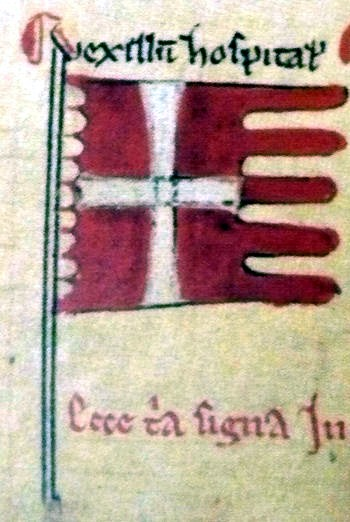
A zászló korai ábrázolása Párizsi Máté krónikájában

1259-ben IV. Sándor pápa parancsára a zászló mintáját a lovagok sisaktartójára rakták. Ezek után a zászló a lovagrend szimbólumává vált. Miután a lovagrend 1291-ben Ciprus szigetén telepedett le, a zászlót a lovagrend hajóin is elkezdték használni.